# Ana Bejarano Escanilla
Ana Ma Bejarano Escanilla (Salamanca, 1959) és professora titular a la Secció d'Hebreu i Arameu del Departament de Filologia Clàssica, Romànica i Semítica de la Universitat de Barcelona (UB), especialista en literatura hebrea contemporània, traducció literària, llengua hebrea i poesia hebrea medieval. S'ha format a la Universitat de Barcelona i a la Universitat Hebrea de Jerusalem.
Ha publicat més de cinquanta traduccions literàries d'autors contemporanis hebreus. A banda d'impartir formació a la UB, coordina els seminaris de traducció literària hebreu-espanyol i els cursos de llengua hebrea de l'Escola de Traductors de Toledo (Universidad de Castilla-La Mancha).
El 2015 va comissariar, juntament amb Manuel Forcano, l'exposició Hagadàs Barcelona. L'esplendor jueva del gòtic català, al Museu d'Història de Barcelona (MUHBA).
El 2016 va rebre el Premi Nacional a la Millor Traducció per la traducció al castellà de l'obra Gran Cabaret, de l'escriptor israelià David Grossman.